# Hossein Salami
Hossein Salami (en  persa : حسین سلامی;Golpayegan, 1960 - Teherán, 13 de junio de 2025) fue un oficial militar iraní, comandante en jefe del Cuerpo de la Guardia Revolucionaria Islámica. Nacido en Golpayegan, se unió al CGRI durante la guerra entre Irán e Irak, cuando era estudiante universitario. Ascendió de rango, llegando a ser comandante adjunto. El 21 de abril de 2019, el líder supremo de Irán, Ali Jamenei, lo nombró nuevo comandante en jefe del CGRI, en sustitución del mayor general Mohammad Ali Jafari. Fue asesinado por un bombardeo israelí el 13 de junio de 2025. 

## Biografía
Nació en 1960 en el pequeño pueblo de Wansha, en Golpayegan, en el entonces Estado Imperial de Irán. Comenzó su carrera militar en la Guardia Revolucionaria en noviembre de 2006 y durante la Guerra Irán-Irak tuvo responsabilidades intermedias en la División de Karbala, la División del Imam Hussein y la Base Naval de Noah, abandonando sus estudios universitarios. Después de la guerra, reanudó sus estudios en la Universidad de Ciencia y Tecnología de Irán, y, más tarde realizó una maestría en Ingeniería Mecánica en Universidad Islámica Azad de Damavand graduándose, entonces, como Maestro de Gestión de la defensa de la academia, la defensa nacional recibida.
Hossein Salami estuvo como comandante de la Escuela Dafos, fue subdirector de operaciones en el Cuerpo de la Guardia Revolucionaria y sirvió como comandante de la Fuerza Aérea de la Guardia Revolucionaria. Salami también se desempeñó como subcomandante en jefe del Cuerpo de Guardias Revolucionarios.
Según la Resolución 1747 del Consejo de Seguridad de las Naciones Unidas, se impusieron sanciones a Hossein Salami en marzo de 2007.
En las protestas en Irán de 2019-2020, conocidas como la Primavera Persa, Hossein Salami al igual que muchos jerarcas militares pidieron la pena de muerte a los manifestantes antigubernamentales.
El 3 de octubre de 2022, Salami fue incluido en una lista de sanciones canadienses que incluía a 9 entidades iraníes y 25 altos funcionarios. Las sanciones se produjeron como reacción a la muerte de Mahsa Amini y a la persecución de los manifestantes en las protestas a gran escala que siguieron.[cita requerida]
Falleció debido al bombardeo israelí en Irán el 13 de junio de 2025.

## Discurso
Al igual que su compatriota Qasem Soleimani, anterior general de Cuerpos de la Guardia Revolucionaria Islámica asesinado en el Ataque aéreo en el Aeropuerto Internacional de Bagdad de 2020, exactamente el 3 de enero, llevado a cabo por el Pentágono siguiendo las estrictas órdenes del presidente de los Estados Unidos, Donald J. Trump, Hossein Salami adopta un discurso agresivo en contra de Estados Unidos, Israel y Arabia Saudita. 
Por ese motivo, el 8 de abril de 2019, Estados Unidos infligió sanciones económicas y de viaje al Cuerpo de la Guardia Revolucionaria Islámica y a afiliados a ellos, en esa lista, inexorablemente, se encontraba Hossein Salami por ser su comandante. Después del altercado económico, y casi de inmediato, el primer ministro Benjamin Netanyahu de Israel agradeció a Donald Trump vía Twitter. Hossein Salami, esbozó al respecto que el IRGC estaba orgulloso de que Washington los asignara como un grupo terrorista.

## Vida personal
Al igual que Hossein Salami, su hermano, Mostafa Salami, nació en territorio persa y profesa el islam. De modo similar a Hossein, Mostafa Salami pertenece a las fuerzas armadas iraníes, donde actualmente se desarrolla como oficial superior en la fuerza armada de dicha República Islámica.  Además, Mostafa Salami es una autoridad del Cuartel General de Construcción de Khatam-al Anbiya, y es considerado como unos de los comandantes más influyentes.